# Jens Reupert
Jens Reupert (* 21. Februar 1985 in Braunschweig) ist ein deutscher Journalist und Nachrichtenmoderator.

## Werdegang
Reupert studierte von 2006 bis 2012 Romanische Philologie / Spanisch sowie Politikwissenschaften an der Ruhr-Universität Bochum und schloss mit einem Master of Arts (M.A.) ab. Seine journalistische Laufbahn begann Reupert bereits während des Studiums mit Praktika bei verschiedenen Zeitungen und Radiosendern. Von 2010 bis 2012 arbeitete er als Reporter für den Fernsehsender N24, der 2018 in Welt umbenannt wurde. 2012 absolvierte er ein Volontariat bei N24. Anschließend war er für den Sender wieder als Reporter tätig und berichtete von besonderen Ereignissen wie den Terror-Anschlägen in Frankreich und Tunesien, den Hochwasserkatastrophen und Krisenlagen im In- und Ausland. Reupert war darüber hinaus als Sportreporter bei der Fußball-Weltmeisterschaft 2014, den Olympischen Sommerspielen 2016, der Fußball-Europameisterschaft 2016 und den Olympischen Winterspielen 2018 jeweils als Reporter vor Ort. Ab 2019 übernahm er bei Welt auch Moderationsaufgaben und moderierte u. a. einige Episoden des Magazins „WELT am Wochenende“. Im November 2023 wechselte er zum Nachrichtensender n-tv und verstärkt dort das Moderationsteam des Senders.